# Copa do Mundo de Esqui Alpino de 1984
A Copa do Mundo de Esqui Alpino de 1984 foi a 18º edição da Copa do Mundo, ela foi iniciada em dezembro de 1983 na Iugoslávia e finalizada em março de 1984, em Oslo, na Noruega.
Os suíços Pirmin Zurbriggen venceu no masculino, enquanto no feminino Erika Hess foi a campeã geral.